# Museo de la Confitura

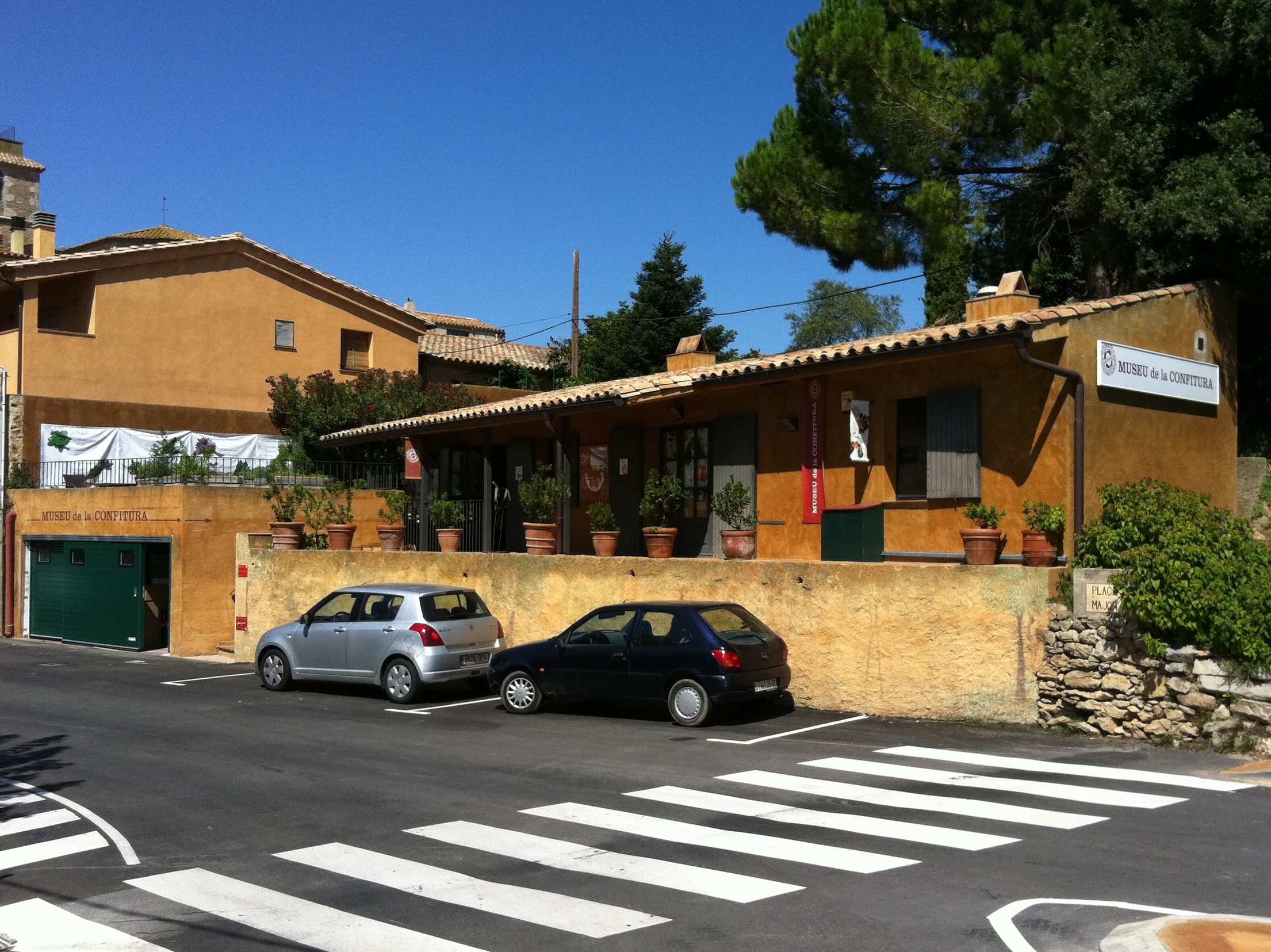
Edificio del Museo de la Confitura, Torrent.

El Museo de la Confitura es un obrador artesano gourmet y una tienda de confituras. Se inauguró en el año 2004 en Torrent, municipio del Bajo Ampurdán.

## Descripción
El Museo de la confitura es un espacio gastronómico dónde convive un pequeño museo, una tienda con más de 150 variedades de confituras, mermeladas i jaleas, y un obrador, dónde se  elaboran todos los productos de manera artesanal. El museo es un espacio creado para descubrir todos los secretos que se esconden en un bote de confitura. Hay confituras para todos los gustos: de frutas exóticas o tradicionales, dulces o amargas, clásicas o desconocidas, etc.

## Historia
El Museu de la Confitura de Torrent se inauguró el 24 de julio de 2004 en Torrent, un encantador pueblo empedrado del Baix Empordà.
Su fundadora, Georgina Regàs (1932-2022), cocinera, escritora y figura clave en la recuperación y divulgación de la cocina tradicional catalana, se adentró en un campo desconocido que la cautivó, y convirtió el Museu en un referente en el mundo de las confituras, mermeladas y jaleas.
En abril del 2017, Georgina traspasó el negocio a Juan (1951-2023) y Maria Regás, padre e hija que, por caprichos del destino, tienen el mismo apellido que la fundadora.
Ellos, como Georgina, también se adentraron en un mundo desconocido del cual quedaron totalmente enamorados.
Actualmente Maria Regás dirige el negocio. Y, junto a la encargada de producción Teresa Millàs y el equipo de siempre, seguimos dando continuidad al Museu de la Confitura con el objetivo de crear las más exquisitas y sorprendentes confituras y mermeladas.
Desde su inicio, hace 20 años, hemos estado orientados hacia:
·      la producción de confituras, mermeladas y jaleas de alta calidad, buscando la excelencia tanto en el proceso como en el producto final. 
·      la conservación de la tradición a través de procesos de elaboración artesanales, tanto en la preparación de la materia prima como en la cocción.
·      la investigación de frutas y verduras poco conocidas.
·      el respeto a la naturaleza y al medio ambiente con un sistema de reciclaje a diferentes niveles y la utilización de materia prima de km0
·      la divulgación de conocimientos, a través de talleres formativos y publicación de libros.

## Premios y reconocimientos
- - Año 2010: medalla de oro por     la mermelada de Kumquat (pg47     ejemplo)
  - Año 2011: medalla de bronce por     la mermelada de naranja amarga
  - Año 2012: medalla de plata por la     mermelada de limón - medalla de plata por la mermelada de     naranja con Grand Marnier - medalla de bronce por la     mermelada de naranja amarga y chocolate.
  - Año 2013: medalla de bronce por     la mermelada de naranja amarga
  - Año 2014: medalla de oro por la jalea     de naranja amarga - medalla de plata por la mermelada     de naranja amarga - medalla de bronce por la mermelada     de naranja sanguina - medalla de bronce por la mermelada     de naranja con romero y pimienta negra de Rimbas.
  - Año 2015: medalla de oro por     la mermelada de naranja amarga - medalla de bronce por la     mermelada de pomelo y Beefeater.
  - Año 2016: medalla de plata por la     mermelada de naranja amarga
  - Año 2022: medalla de oro por la     mermelada de Pomelo, Naranja y limón.
  - Año 2023: medalla de oro por la     mermelada de lima y apio.  Girona Excel.lent, es el sello de calidad agroalimentaria de la Diputación de Gerona que reconoce los mejores productos de las comarcas gerundenses:
  - Año 2016:  por la confitura de     tomate, queso de oveja y flor de orégano.
  - Año 2023: por la confitura de Higos, nueces y     ratafía, la confitura de manzana con especias, y la mermelada de naranja     amarga y limón.